# ورزشگاه قذافی
ورزشگاه قذافی (زبان اردو:قذافی اسٹیڈیم) یک زمین کریکت در لاهور، پاکستان است. این ورزشگاه توسط مهندس و معمار متولد داغستان، نصرالدین مرادخان که مناره پاکستان را هم طراحی کرده، طراحی شد. این زمین برای جام جهانی کریکت که فینالش در آن برگزار شد، نوسازی شد. این ورزشگاه در پاکستان بزرگترین است و گنجایش ۲۷٬۰۰۰ نفر را دارد.

## تاریخچه
این ورزشگاه که سابقاً ورزشگاه لاهور نام داشت، در ۱۹۷۴ به افتخار رهبر سابق لیبی سرهنگ معمر قذافی پس از سخنرانی او در دومین نشست سران سازمان کنفرانس اسلامی در لاهور، و حمایت او از حق پاکستان برای رسیدن به سلاح هسته‌ای تغییر نام داد.